# 久木野太一
久木野 太一（くぎの たいち、2002年10月21日 - ）は、ジャパンラグビーリーグワンのリコーブラックラムズ東京に所属するラグビーユニオン選手。

## 略歴
中学3年の時に、福岡県中学校代表として第13回全国ジュニア・ラグビーフットボール大会に出場した。
福岡県立小倉高等学校の2年時、U17日本代表として第27回日・韓・中ジュニア交流競技会に出場した。また、U17九州として、第15回全国高等学校合同チームラグビーフットボール大会（KOBELCO CUP）に出場した。
帝京大学に進み、2年時の関東大学春季大会に控えで出場した。3年時からは、出場試合において12番でほぼ先発出場した。
2025年1月27日、ジャパンラグビーリーグワンのリコーブラックラムズ東京への入団を発表した。同年3月、帝京大学卒業。